# Vouvray-sur-Loir
Vouvray-sur-Loir – miejscowość i dawna gmina we Francji, w regionie Kraj Loary, w departamencie Sarthe. W 2013 roku jej populacja wynosiła 803 mieszkańców. 
W dniu 1 października 2016 roku z połączenia trzech ówczesnych gmin – Château-du-Loir, Montabon oraz Vouvray-sur-Loir – utworzono nową gminę Montval-sur-Loir. Siedzibą gminy została miejscowość Château-du-Loir. 